# The Philippine Star
The Philippine Star (estilizado como The Philippine STAR) es un periódico en inglés de Filipinas y la marca insignia de Philstar Media Group. Publicado por primera vez el 28 de julio de 1986 por los periodistas veteranos Betty Go-Belmonte, Max Soliven y Art Borjal, es uno de varios periódicos filipinos fundados después de la Revolución del Poder del Pueblo de 1986.
Sus publicaciones hermanas incluyen el periódico de negocios BusinessWorld; el periódico en inglés The Freeman, con sede en Cebú; los tabloides en idioma filipino Pilipino Star Ngayon y Pang-Masa; el tabloide en idioma cebuano Banat, los portales de noticias en línea Philstar.com, PhilstarLife.com, Interaksyon (anteriormente con News5), LatestChika.com, Wheels.PH, PropertyReport.PH, Multiverse.PH y la unidad de producción de TV/digital Philstar TV.
En marzo de 2014, el periódico fue adquirido por MediaQuest Holdings, Inc., un conglomerado de medios subsidiado por el PLDT Beneficial Trust Fund, después de que la compañía comprara una participación mayoritaria en Philstar Daily, Inc.
The Philippine Star es uno de los periódicos de mayor circulación en Filipinas, con una tirada media de 266.000 ejemplares diarios, según el Philippine Yearbook 2013.

## Historia

### Fundación
The Philippine Star se publicó por primera vez siete meses después de la Revolución del Poder Popular de 1986 que derrocó a Ferdinand Marcos e impulsó a Corazón Aquino a la presidencia de Filipinas. Antes de su creación, los fundadores Betty Go-Belmonte, Max Soliven y Art Borjal eran periodistas veteranos involucrados en la «Mosquito Press», nombre colectivo para los diferentes periódicos críticos con la administración de Marcos que se publicaron después de la era de la Ley Marcial de 1972 a 1981. En ese momento, Belmonte era el editor de una pequeña revista mensual llamada The Star, predecesora de The Philippine Star.
El 9 de diciembre de 1985, unos meses antes de la Revolución del Poder Popular de 1986, Belmonte, Soliven y Borjal, junto con Eugenia Apostol, Louie Beltran y Florangel Rosario-Braid, fundaron el periódico en inglés Philippine Daily Inquirer, que pronto se convirtió en el crítico más acérrimo de la administración de Marcos. Belmonte se desempeñó como presidente fundador de la junta directiva, mientras que Soliven actuó como editor fundador y presidente del consejo editorial. Sin embargo, después de la revolución, las cuestiones financieras y la divergencia de prioridades provocaron una ruptura entre los fundadores del Inquirer, lo que llevó a Belmonte, Soliven y Borjal a fundar The Philippine Star. Antonio Roces fue el primer jefe de redacción hasta su dimisión en 1989.

## Adquisición por MediaQuest Holdings
A principios de 2009, el empresario y presidente del PLDT, Manuel V. Pangilinan, había expresado su interés en adquirir una participación en The Philippine Star en un intento por dominar la industria multimedia. Al año siguiente, MediaQuest Holdings, Inc. de Pangilinan, el conglomerado de medios de PLDT, adquirió una participación del 20 % en el periódico, así como una participación del 18 % en su rival Philippine Daily Inquirer. En 2014, MediaQuest finalmente tomó el control de The Philippine Star después de adquirir una participación mayoritaria del 51 % en el periódico. La familia Belmonte retuvo una participación del 21 por ciento, así como el control editorial y de gestión. Desde entonces, el presidente de MediaQuest, Pangilinan, nombró al abogado Ray Espinosa presidente de la junta directiva del periódico.
The Philippine Star adquirió la participación del 76,67 por ciento de Hastings Holdings, Inc. en su periódico hermano BusinessWorld en 2015. La transacción se realizó para mejorar su liderazgo en el mercado y fortalecer la posición de BusinessWorld en el negocio de los periódicos.